# Otón de Bacuit
Otón, oficialmente Mabini
es un barrio rural   del municipio filipino de primera categoría de El Nido perteneciente a la provincia  de Paragua en Mimaro,  Región IV-B.
En 2007 Otón contaba con 1.164 residentes.

## Geografía
El municipio de El Nido se encuentra 238 kilómetros al noreste de Puerto Princesa,  capital provincial. 
Su término ocupa el extremo meridional de isla Paragua. Linda al norte con la  isla de Linapacán y otras  del grupo de las islas Calamianes; al sur con el municipio vecino de Taytay; al este con el Mar de Joló frente a las islas que forman el municipio de Agutaya; y al oeste con el  mar de la China Meridional, conocido localmente como el Mar del Oeste de Filipinas.
Su término linda al norte con el del barrio de Nueva Ibajay (New Ibajay); al sur con el del barrio de Sandoval en el municipio vecino de Taytay; al este con el mar frente a la isla-barrio de Batas; y al oeste con Manlag.

### Demografía
El barrio  de Otón contaba  en mayo de 2010 con una población de 1.262 habitantes.

## Historia
Bacuit formaba parte de la provincia española de  Calamianes, una de las de las 35 provincias de la división política del archipiélago Filipino, en la parte llamada de Visayas. Pertenecía a la audiencia territorial  y Capitanía General de Filipinas, y en lo espiritual a la diócesis de Cebú.
El 22 de  junio de 1957, el barrio de Otón pasó a llamarse a Mabini.